# تاتسویا تسوروتا
تاتسویا تسوروتا (انگلیسی: Tatsuya Tsuruta؛ زادهٔ ۹ سپتامبر ۱۹۸۲) بازیکن فوتبال اهل ژاپن است.
از باشگاه‌هایی که در آن بازی کرده‌است می‌توان به باشگاه فوتبال شیمیزو اس-پالس اشاره کرد.